# 예성로
예성로(Yeseong-ro)는 충청북도 충주시 지현동 호암사거리에서 충주시 연수동 연수성당사거리까지 연결하는 도로이다.

## 주요 경유지
충청북도
- 충주시 (지현동 . 용산동 . 성내충인동 . 교현동 . 연수동)

## 노선
| 이름             | 접속 노선       | 소재지          | 소재지          | 비고            |
| 중원대로와 직결  | 중원대로와 직결 | 중원대로와 직결 | 중원대로와 직결 | 중원대로와 직결 |
| ---------------- | --------------- | --------------- | --------------- | --------------- |
| 호암사거리       | 호암대로        | 충주시          | 지현동          |                 |
| 지현삼거리       | 남산로 지곡6길  | 충주시          | 지현동          |                 |
| 용산교           |                 | 충주시          | 지현동          |                 |
|                  | 용산동          | 충주시          |                 |                 |
| (이름없음)       | 용산로 용정4길  | 충주시          |                 |                 |
| 제2로터리 교차로 | 사직로          | 충주시          | 성내충인동      |                 |
| 제1로터리 교차로 | 중앙로 충인5길  | 충주시          | 성내충인동      |                 |
| 예성 교차로      | 천변로          | 충주시          | 교현동          |                 |
| 야현사거리       | 봉현로          | 충주시          | 교현동          |                 |
| 체육관사거리     | 계명대로        | 충주시          | 연수동          |                 |
| (이름없음)       | 번영대로        | 충주시          | 연수동          |                 |
| 연수성당사거리   | 금봉대로        | 충주시          | 연수동          |                 |

## 주요 건물및 시설
- GS25 충주고점 (예성로 38/지현동 1800-6)
- 새마을금고 지현 새마을금고 본점 (예성로 82/지현동 1456)
- HD현대오일뱅크 MG새마을금고 지현주유소 (예성로 86/지현동 1455)
- 농협 충주축산농협 남산지점 (예성로 118/성남동 491)
- 신협 제일신협 본점 (예성로 146/경서동 579)
- CU 충주관아골점 (예성로 150/성서동 348)
- 메가박스 충주신관 (예성로 151/성서동 383)
- KB국민은행 충주지점 (예성로 156/성서동 328)
- KT 직지 충주성서점 (예성로 157/성서동 366)
- 파리바게뜨 충북충주점 (예성로 158/성서동 319)
- 예성공원 (예성로 207/교현동 365-3)
- 충주시립도서관 (예성로 207/교현동 365-3)
- GS25 충주예성점 (예성로 214/교현동 355-9)
- 충주경찰서 (예성로 218/교현동 419)
- 충주여자중학교 (예성로 221/교현동 369-1)
- 농협 충주축협 하나로마트 본점 (예성로 256/교현동 508-3)
- 충주체육관 (예성로 266/연수동 440)
- CU 충주부강점 (예성로 277/교현동 1087)
- 이마트24 충주연수점 (예성로 318/연수동 503-18)
- 연수동 행정복지센터 (예성로 344/연수동  529-1)
- 농협 충주축산농협 연수지점 (예성로 396/연수동 666-3)
- GS25 충주연수중앙점 (예성로 398/연수동 667-2)